# Günter Neumann
Günter Neumann (Freiberg, 31 de maig de 1920 – Würzburg, 24 de gener de 2005) fou un indoeuropeista alemany.
Fill de mestre d'escola, nasqué a la ciutat alemanya de Freiberg el 31 de maig de 1920. Als vint anys hagué de servir a l'exèrcit alemany durant la Segona Guerra Mundial en l'ocupació militar al nord de Noruega. Aquesta experiència li serví per a tenir un nivell nadiu de noruec.
Després de la seva alliberació com a presoner de guerra anglès, Neumann començà els seus estudis a Leipzig. Tanmateix, per consell del també lingüista Johannes Friedrich, es traslladà a la universitat de Gotinga. En 1958 s'habilità amb una tesi sobre la pervivència de les llengües hitita i lúvia a l'època hel·lenística i romana (Weiterleben hethitischen und luwischen Sprachguts in hellenistischer und römischer Zeit). A partir d'aquest moment aniria ocupant càrrecs a les universitats de Bonn, a Giessen i a Würzburg, on s'acabaria jubilant i, finalment, moriria per un càncer.
La seva obra comprèn l'estudi de diverses branques de la indoeuropeística, especialment la lingüística germànica, l'anatolística i l'hel·lenística. Una de les seves obres cabdals, tot i que pòstuma, és el lèxic del lici.